# Kueda
Kueda (in russo Куеда?) è un villaggio della Russia europea nord-orientale (Territorio di Perm'); è il centro amministrativo del distretto Kuedinskij.
Si trova a sud di Perm' vicino al confine con la Baschiria.